# Новакович, Ненад
Ненад Новакович (серб. Ненад Новаковић; 14 июля 1981, Ужице, СФРЮ) — сербский футболист, вратарь.

## Карьера
Новакович начинал карьеру профессионального футболиста в Сербии. С 2001 по 2002 годы он провёл один сезон в клубе «Раднички» из Крагуеваца, затем два сезона выступал за «Напредак». В 2005 году вратарь подписал контракт с командой «Кёге» из 1 дивизиона Дании (вторая по значимости лига страны). В декабре 2006 года Новакович перебрался в «Оденсе», но не провёл за него ни одного матча.
31 января 2007 года Ненад Новакович перешёл в итальянский клуб «Реджина». В сезоне 2006/07 серб был вторым вратарём в команде после Андреа Кампаджноло. В новом сезоне 2007/08 Новакович официально дебютировал за клуб: 29 августа 2007 года он вышел на поле в матче третьего раунда Кубка Италии против «Пьяченцы» (итоговый счёт 3:2 в пользу «Реджины»). В декабре 2007 года основной голкипер команды получил травму, и Ненад занимает его место в основном составе. Дебют сербского вратаря в Серии А состоялся 16 декабря 2007 года в матче с «Пармой», в котором «Реджина» потерпела поражение со счётом 0:3. В следующем матче с «Катанией» Новакович пропустил обидный гол от Хуана Варгаса: Варгас удачно выполнил штрафной с 40 метров, закрутив мяч слева от стенки, а вратарь «Реджины» пропустил мяч между ног. После этого сербский футболист появлялся в Серии А только 4 раза.
В 2008 году Новакович был арендован датским «Олесунном», а в следующем сезоне перешёл в «Норшелланн». В 2010 году он подписал контракт с клубом «Дебрецен» из чемпионата Венгрии. 4 марта 2011 года дебютировал в составе новой команды в матче с «Кечкеметом»

## Достижения
- Чемпион Венгрии (2): 2011/12, 2013/14
- Обладатель Кубка Венгрии (2): 2011/12, 2012/13